# Scala bebop
Con il termine scala bebop si intendono vari tipi di scale impiegate dai musicisti bebop tra cui Charlie Parker e Dizzy Gillespie negli anni quaranta.
Questa scala è stata razionalizzata da David Baker, un didatta statunitense.
Esistono vari tipi di scala bebop: la scala dominante bebop, la scala maggiore bebop ed alcune scale minori bebop.

## Scala dominante bebop
È una scala misolidia con l'aggiunta della settima maggiore. Talvolta è chiamata scala misolidia bebop.
La sua formula è:
1, 2, 3, 4, 5, 6, ♭7, 7, 8 (T T S T T S S S, con T = tono ed S = semitono)
Esempio: Sol misolidio bebop = Sol La Si Do Re Mi Fa Fa♯ Sol
Scopo principale della scala è "posizionare" le note dell'accordo (chord tones) sul battere e le no chord notes in levare. Essa deriva da un processo di razionalizzazione nell'uso dei cromatismi e delle note di approccio. Ovviamente è essenziale l'accento delle note e la ritmica swing, mediante l'uso di legature e sincopi.
Può essere usata sia sugli accordi di dominante che sugli accordi minori.

## Scala maggiore bebop
È una scala maggiore con l'aggiunta della quinta diesis.
La sua formula è:
1, 2, 3, 4, 5, ♯5, 6, 7, 8 (T T S T S S T S)
Esempio: Do maggiore bebop = Do Re Mi Fa Sol Sol♯ La Si Do 
Essa segue lo stesso principio della scala bebop di dominante: note dell'accordo in battere; note che non vi appartengono in levare. Da notare però che in questo caso l'accordo relativo a questa scala si intende formato da 1, 3, 5 e 6 e quindi è un accordo di sesta. Si può usare sugli accordi di settima maggiore.

## Scale minori bebop
Oltre alla scala ottenuta dalla dominante bebop partendo dal quinto grado esistono altre scale minori bebop. Una di queste è una scala dorica con l'aggiunta della settima maggiore.
La sua formula è:
1, 2, ♭3, 4, 5, 6, ♭7, 7, 8 (T S T T T S S S)
Esempio: Re minore bebop = Re Mi Fa Sol La Si Do Do♯ Re
Può essere usata in alternativa alla dominante bebop sugli accordi minori specie se sono seguiti da accordi di dominante come ad esempio nei II-V-I. 
Sugli accordi minori di sesta è possibile costruire una scala bebop inserendo il cromatismo tra la 5ª e la 6ª della minore melodica ascendente.
Esempio: Re minore melodico bebop = Re Mi Fa Sol La La♯ Si Do♯ Re
Sui II-V-I minori si può costruire una scala minore bebop anche sulla minore armonica aggiungendo la settima minore.
Esempio: Re minore armonico bebop = Re, Mi, Fa, Sol, La, Si♭, Do, Do#, Re